# What's That Sound
What's That Sound är Firefox AK:s debut-EP, utgiven 2005 på skivbolaget Razzia Records.

## Låtlista
1. "What's That Sound"
2. "Keep It Up"
3. "Wonder Boy"
4. "Who Can Act"
5. "Harvery"

## Mottagande
Metica gav betyget 7/10.

### Fotnoter
1. ↑  ”What's That Sound”. Svenska mediedatabas. http://smdb.kb.se/catalog/search?q=firefox+ak&sort=OLDEST. Läst 6 april 2012.
2. ↑  ”What's That Sound”. Kritiker.se. https://kritiker.se/skivor/firefox-ak/whats-that-sound/. Läst 6 april 2012.